# Yrjö Kolho
Yrjö Kolho (n. 23 aprilie 1888, Keuruu, Marele Principat al Finlandei, Imperiul Rus – d. 13 februarie 1969, Vilppula, Häme Province⁠(d), Finlanda) a fost un trăgător de tir ce a reprezentat Finlanda, medaliat olimpic. A participat la o ediție a Jocurilor Olimpice (1920) în care a câștigat o medalie de argint și o medalie de bronz.